# Tauragnas
Jezero Tauragnas je nejhlubší a zároveň nejvýše položené (165 m n. m.) jezero v Litvě, je v okrese Utena, v Aukštaitském národním parku.
Jihovýchodní část pánve jezera se opírá o štěrkovité podloží, proto se voda jezera prosakuje a částečně napájí jezero Pliaušys, které je 3 km na severovýchod od této části jezera a které prostřednictvím říčky Pliaušė napájí také jezero Almajas. Do jezera Tauragnas se vlévají čtyři potůčky, z nich jeden přitéká z jezera Labė, které je západně za městysem Tauragnai. Na opačné, jihojihovýchodní straně z jezera vytéká říčka Tauragna, která protéká jezerem Pakasas a dále soustavou velkých jezer, spojených různojmennými říčkami až do řeky Žeimena. Sama říčka Tauragna v sušších letech vysychá až na dno. Během roku hladina jezera kolísá až o 70 cm, na jaře v rozmezí 50 cm. Jezero zamrzá v průměru kolem 19. prosince, rozmrzá v průměru kolem 16. dubna, i když bývají zimy, kdy jezero zcela nezamrzne. Voda bývá nejteplejší v červenci a v srpnu, kdy dosahuje 19 °C. Voda v jezeře přes léto naakumuluje hodně tepla, proto průměrná teplota v říjnu dosahuje 9,7 °C a v listopadu 5,8 °C.